# Bucks Fizz (album)
Bucks Fizz è il primo album del gruppo musicale britannico omonimo, pubblicato dall'etichetta discografica RCA il 26 luglio 1981.
L'album, prodotto da Andy Hill, viene messo in commercio dopo la vittoria all'Eurovision Song Contest del brano Making Your Mind Up, prima incisione della band.
Dal disco vengono tratti altri due singoli: Piece of the Action e One of Those Nights.

## Tracce

### Lato A
1. Piece of the Action
2. Midnight Reservation
3. It's Got to Be Love
4. Took It to the Limit
5. One of Those Nights

### Lato B
1. Making Your Mind Up
2. Lady of the Night
3. Getting Kinda Lonely
4. Shine On
5. The Right Situation